# Stade Malherbe Caen Calvados Basse-Normandie
L'Stade Malherbe Caen Calvados Basse-Normandie també conegut com a SM Caen és un club de futbol francès de la ciutat de Caen (Normandia).

## Història
El nom del club prové del poeta, crític i traductor François de Malherbe (1555-1628), nat a Caen.
- 1892: Union Athlétique du Lycée Malherbe (1897 segons algunes fonts)[1]
- 1899: Comença la pràctica del futbol
- 1908: Esdevé Club Malherbe Caennais'
- 1913: Fusió amb el Club Sportif Caennais (fundat el 1898), esdevenint Stade Malherbe Caennais
- 1984: Obté estatus professional.
- 1988: Rebatejat Stade Malherbe Caen Calvados Basse Normandie

El club fou en els seus inicis un club poliesportiu. Fundat el 1897 per un grup d'estudiants amb el nom de "L'Union Athlétique du Lycée Malherbe" el 1908 va canviar el nom pel de "Club Malherbe Caennais" i el 1913 es va fusionar amb un altre club de la ciutat, el "Club Sportif Caennais". A partir de llavors el club s'anomena "Stade Malherbe Caennais".
L'equip va debutar a la Ligue 1 a la temporada 1988-89. El 1989 l'equip va canviar el nom per l'actual, "Stade Malherbe Caen Calvados Basse-Normandie". A partir dels anys noranta l'equip ha anat participant en la màxima categoria francesa en nombroses temporades.

## Palmarès
- Segona divisió de la lliga francesa: 1996

## Futbolistes destacats
| - Kennet Andersson - Mathieu Bodmer - Gabriel Calderón - Benoît Cauet - Fabrice Divert | - Franck Dumas - William Gallas - Yoan Gouffran - Xavier Gravelaine - Grzegorz Lewandowski | - Sébastien Mazure - Bernard Mendy - Aleksandr Mostovoi - Pascal Nouma - Jesper Olsen | - Stéphane Paille - Graham Rix - Jérôme Rothen - David Sommeil - Brian Stein | - Ronald Zubar |

## Entrenadors
| - 1934-1935: François Konya - 1935-1936: Jean Gast - 1936-1938: Maurice Cottenet - 1938-1944: Jean Gast - 1944-1946: Karoly Mayer - 1946-1947: Armand Deruaz - 1947-1949: Charles Carville - 1949-1952: Jules Vandooren - 1952-1953: Jean Prouff - 1953-1955: Mickey Proust - 1955-1958: André Grillon - 1958-1959: Marcel Leperlier - 1959-1961: Louis Requier | - 1961-1962: Albert Eloy - 1962-1964: Marcel Mouchel - 1964-1967: Jean Vincent - 1967-1972: Célestin Oliver - 1972-1972: Bernard Lelong - 1972: Guy Lunel (interí, 1 setmana) - 1972-1973: Émile Rummelhardt - 1973-1979: Jacques Mouilleron - 1979-1983: Alain Laurier - 1983-1988: Pierre Mankowski - 1988-1989: Robert Nouzaret - 1989-1994: Daniel Jeandupeux - 1994-1996: Pierre Mankowski | - 1996-1997: Guy David - 1997: Gabriel Calderon - 1997: Daniel Jeandupeux (interí, 1 partit) - 1997-2000: Pascal Théault - 2000: Christophe Desbouillons (interí, 2 partits) - 2000-2001: Jean-Louis Gasset - 2001-2002: Hervé Gauthier - 2002-2005: Patrick Remy - 2005-2005: Franck Dumas - 2005 : Franck Dumas |

## Galeria

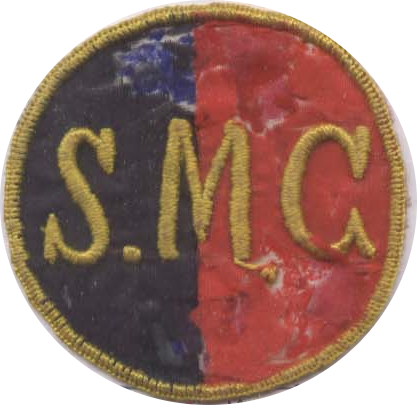
de 1913 a 1930
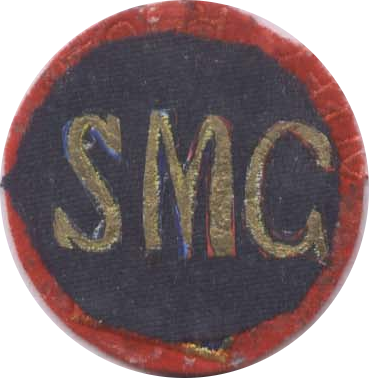
de 1930 a 1934
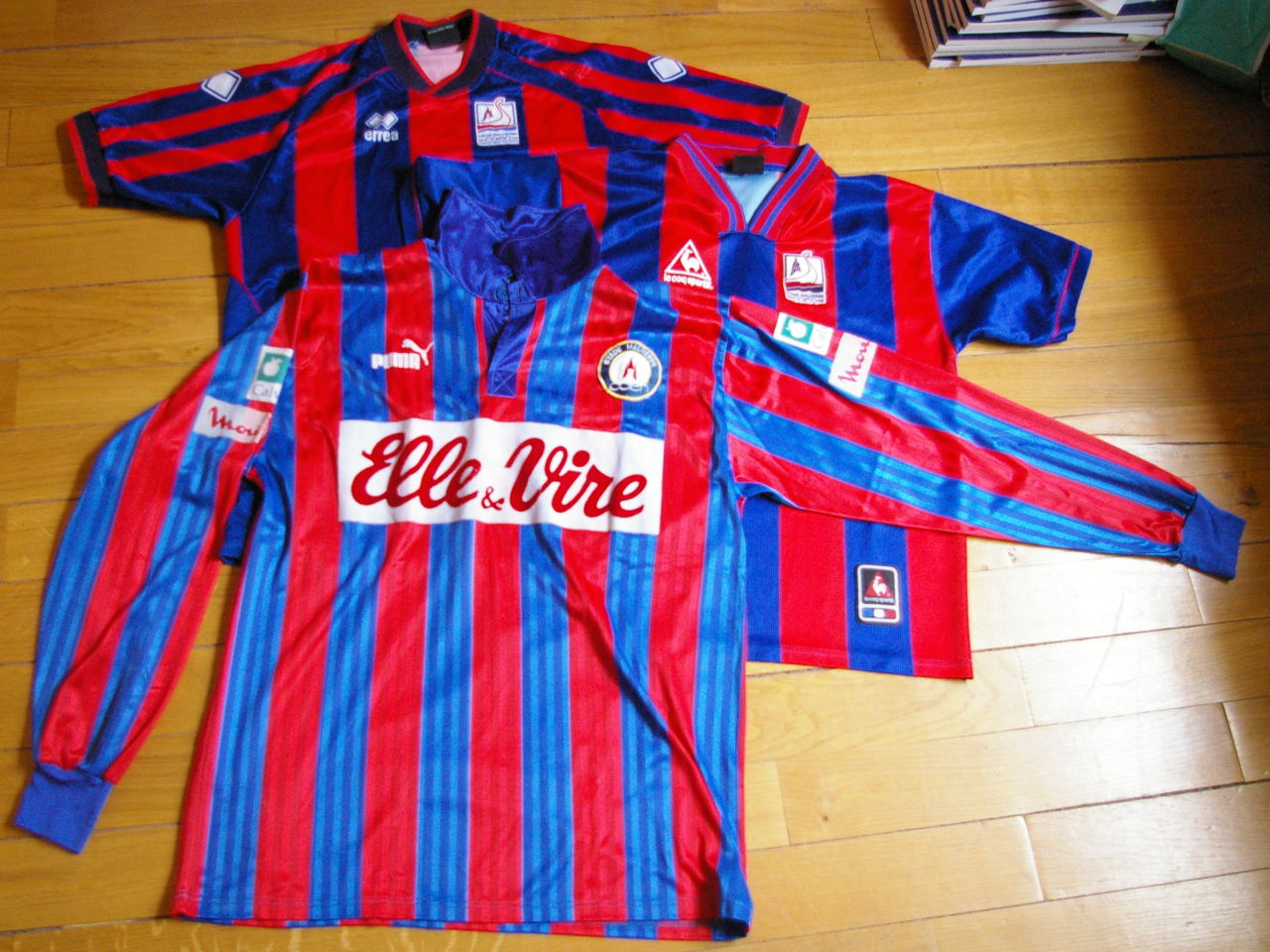
Samarretes